# Srŏk Véal Vêng
Srŏk Véal Vêng är ett distrikt i Kambodja.   Det ligger i provinsen Pursat, i den västra delen av landet, 210 km väster om huvudstaden Phnom Penh. Antalet invånare är 57 523.